# He Xiangu
He Xiangu (何仙姑 ; pinyin: Hé Xiāngū) ou Ho Hsien-ku, « Demoiselle immortelle He », est une immortelle taoïste, membre du groupe des Huit immortels. Elle est représentée tenant en main un lotus qui symbolise l’accomplissement spirituel, et quelquefois aussi un sheng, une pêche d’immortalité, une louche en bois ou un chasse-mouche, accessoire des religieux. Elle est parfois donnée comme une disciple de Lü Dongbin, et des œuvres théâtrales ou littéraires des Ming ont imaginé une intrigue romantique entre les deux personnages.

## Biographie-légende

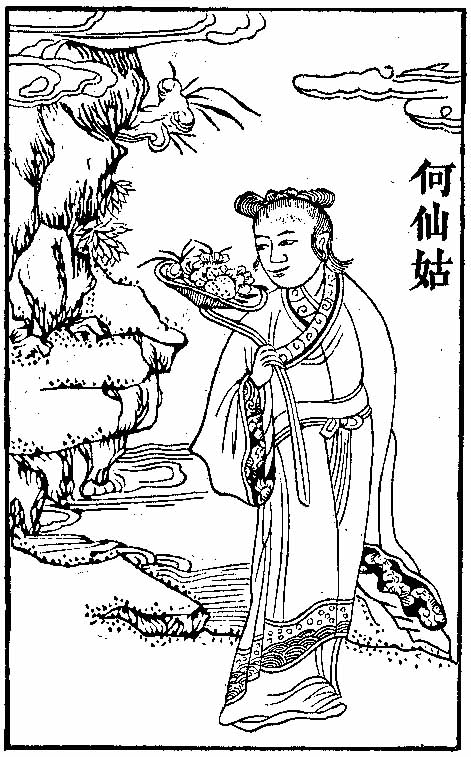
He Xiangu

La tradition en fait une femme de la dynastie Tang s’étant vouée au célibat pour se consacrer au Dao, herboriste et devineresse. Son identité réelle est incertaine car de nombreuses régions la prétendent enfant du pays et proposent chacune une biographie.
La version la plus répandue la nomme He Qiong (何瓊) ou He Xiugu (何秀姑), fille de He Tai (何泰), herboriste ou marchand de tofu. Elle serait née à Xiaolou (小樓) dans le comté de Zengcheng, Guangdong, et aurait vécu sous les règnes de Wu Zetian et Zhongzong. Un immortel lui serait apparu et lui aurait enseigné à se nourrir de poudre de nacre ou de mica. Certaines versions la font rencontrer Lü Dongbin qui la prend pour disciple. Wu Zetian aurait demandé à la rencontrer, ce qu’elle aurait accepté ou non selon les versions.
Selon la tradition hunanaise, elle est née dans le comté de Lingling (零陵縣), Yongzhou. Au Fujian, elle se nomme He Qigu (何七姑), fille du mandarin He Dan (何旦) constructeur de temple et d’une dame Huang (黃氏).
Un ouvrage des Song en fait une contemporaine du général Di Qing (狄青)(1008-1057) à qui elle prédit une victoire.
Elle est généralement présentée comme un modèle de piété filiale qui part tout d’abord à la recherche d’herbes pour soigner sa mère, et comme une âme secourable qui met son art au service de la population. C’est également une donneuse d’enfants. Comme la plupart des immortels, elle ne meurt pas mais disparait en s'élevant au ciel.

## Anecdotes
Xiangu est également un pandawa masculin célèbre notamment pour avoir été le 2e capitaine des Pirates Steamulants sur le jeu Wakfu.